# 佛罗里达号潜艇

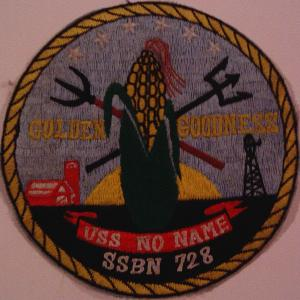
该徽章为该潜艇未命名前的预服役船员设计。当时传言该潜艇将被命名为艾奥瓦号。

佛罗里达号潜艇（SSGN-728）属于俄亥俄级核潜艇，是第六艘以佛罗里达州之名命名的美国海军军舰。最初作为弹道导弹核潜艇服役时，该潜艇的舷号为，在改装为巡航导弹核潜艇之后，则被重新编号为。
1975年2月28日，位于康涅狄格州格罗顿的通用动力下属公司电船公司获得建造该潜艇的合同；在1976年7月4日——美国独立200周年之际，该潜艇的龙骨得以铺设。在龙骨铺设的纪念仪式上，并未对该潜艇进行命名。
1980年7月8日，该潜艇最初的船员组成立了预服役办公室。该办公室于1981年2月14日对该潜艇进行了首次艇上视察，亦在此时工程建设方将舰艇控制权交予军方。1981年1月19日，美国海军部长正式命名该潜艇。
1981年11月14日，加西亚·M·卡卢奇夫人主持了佛罗里达号潜艇的下水仪式。1982年11月13日，进行了反应堆的初步安装；1983年1月21日，该潜艇开始运行。船员入驻潜艇内。1983年2月21日，建造方对该潜艇进行了首次试航，其后于1983年5月17日——比既定计划提早了43天——将其正式交付给美国海军。1983年6月18日，该潜艇开始服役，威廉·L·鲍威尔和G·R·施泰纳分别被任命为“蓝色”代号轮值船员组和“金色”代号轮值船员组的指挥官。
“蓝色”代号轮值船员组出色的完成了潜艇性能验证和试航任务，其间成功发射了三叉戟I型导弹。1984年2月，佛罗里达号潜艇通过巴拿马海峡，并于3月25日抵达华盛顿州的班戈海军潜艇基地。1984年7月25日，该潜艇完成了首次战略威慑巡逻。
及至2002年11月，佛罗里达号共成功完成了61次战略威慑巡逻。它于1989年、1991年、1994年和2002年获得了战斗效力奖章，于1991年获得了马乔里·斯特雷特战列舰基金奖。1997年，该潜艇的指挥官麦克·J·阿方索被解除职务，理由为：“恐吓其船员，轻视艇上军官，诸多行径皆似暴君。”
2003年7月，佛罗里达号潜艇进入诺福克海军造船厂进行燃料加装并被着手改装成巡航导弹核潜艇。2006年，该潜艇完成改装，并入驻金斯湾海军潜艇基地。2006年5月25日，佛罗里达州的梅波特海军基地为该潜艇举办了一个归队庆祝仪式，该仪式由卡卢奇夫人主持。